# Schwadernau
Schwadernau je obec v kantonu Bern, v okrese Biel/Bienne. Žije zde  obyvatel.

## Geografie
Schwadernau leží na okraji Bernské jezerní oblasti (Berner Seeland), poblíž Bielského jezera na rovině mezi kanálem Nidau-Büren a starým tokem řeky Aary, přibližně na půli cesty mezi Bielem a Bürenem an der Aare. Před první korekcí vodstva v oblasti Jury ležela vesnice na jižním břehu řeky Zihl.
V 20. století vznikl při melioraci zemědělské půdy kanál Sagibach, který se u Schwadernau vlévá do kanálu Nidau-Büren.
Sousedními obcemi Schwadernau jsou Studen, Aegerten, Brügg, Orpund, Scheuren, Meienried, Dotzigen a Büetigen.

## Historie

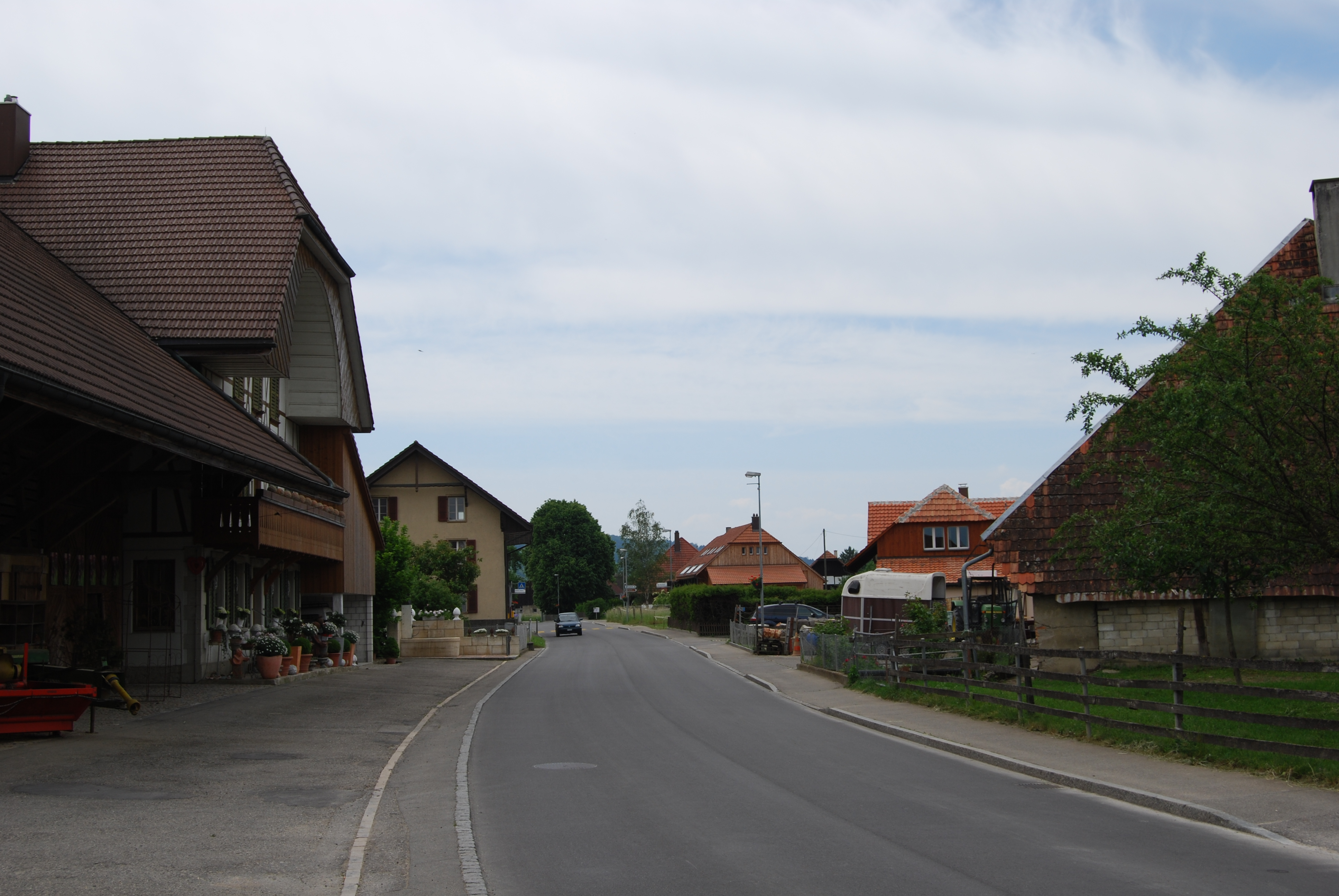
Centrum obce

Obec Schwadernau byla poprvé zmíněna v roce 1252 jako majetek hrabat z Nidau. V roce 1281 hrabě převedl část svých práv na biskupa z Basileje. Dědicové hraběte, který zemřel v roce 1375, se následně názorově rozešli s biskupem. V roce 1376 nakonec došlo k bitvě u Schwadernau, v níž zvítězili dědicové hraběte. Schwadernau a Nidau se poté staly kyburgskými. V roce 1388 bylo Nidau, a s ním i Schwadernau, převzato Bernem a později se stalo součástí kantonu Bern.
Název místa byl v raných dokumentech psán různě: roku 1269 Swadernowa, roku 1270 Swadernowe a roku 1280 Swadernouve. Část názvu ‑owe odkazuje na polohu vesnice v lužní krajině u řeky Zihl.
Od 15. do 19. století byla tehdy chudá zemědělská obec pravidelně sužována vážnými povodněmi. Pod vedením Johanna Rudolfa Schneidera (1804–1880) z Meienriedu byl v letech 1868 až 1878 v rámci první korekce vodstva v oblasti Jury postaven kanál Nidau-Büren, který zabránil dalším povodním. Následně nastal rozmach obce.

## Obyvatelstvo
| Rok            | 1764 | 1850 | 1900 | 1950 | 2000 |
| Počet obyvatel | 145  | 248  | 410  | 365  | 669  |

Schwadernau je z 91,78 % německy mluvící obcí. Menšina obyvatel hovoří francouzsky a srbochorvatsky.